# Musica ribelle/La radio
Musica ribelle/La radio è un singolo di Eugenio Finardi, pubblicato dalla Cramps nel 1976, secondo singolo estratto dall'album Sugo.

## Tracce
Lato A
1. Musica ribelle

Lato B
1. La radio

## Cover
Il brano Musica ribelle è stata incisa nuovamente nella raccolta La forza dell'amore, del 1990 dallo stesso Finardi in duetto con Ivano Fossati, nel 1991 dai Gang nel loro album Le radici e le ali, nel 2009 da Luca Carboni nell'album di cover Musiche ribelli e nel 2012 di nuovo dallo stesso Finardi nella sua raccolta Sessanta.